# Исаков, Василий Григорьевич
Василий Григорьевич Исаков (1914-1945) — сержант Рабоче-крестьянской Красной Армии, участник Великой Отечественной войны, Герой Советского Союза (1945).

## Биография
Василий Исаков родился 12 (25) апреля 1914 года в деревне Шангостров (ныне — Подпорожский район Ленинградской области). Окончил четыре класса школы. В августе 1941 года Исаков был призван на службу в Рабоче-крестьянскую Красную Армию и направлен на фронт Великой Отечественной войны. К январю 1945 года гвардии сержант Василий Исаков командовал отделением 29-й гвардейской мотострелковой бригады 10-го гвардейского танкового корпуса 4-й танковой армии 1-го Украинского фронта. Отличился во время форсирования Одера.
26 января 1945 года отделение Исакова успешно переправилось через Одер в районе населённого пункта Тарксдорф к югу от Сцинавы. В бою Исаков лично уничтожил около 10 немецких солдат и офицеров и забросал гранатами амбразуру дзота. 29 января он погиб в бою. Похоронен в селе Паршовице к юго-западу от Сцинавы.
Указом Президиума Верховного Совета СССР от 10 апреля 1945 года гвардии сержант Василий Исаков посмертно был удостоен высокого звания Героя Советского Союза. Также посмертно был награждён орденами Ленина и Славы 3-й степени, медалью.
В честь Исакова названа улица и установлен бюст в Подпорожье.